# Понтеландольфо
Понтеландольфо (итал. Pontelandolfo) — маленькая деревня в итальянском регионе Кампания, в провинции Беневенто. Находится на равном расстоянии между Неаполем и Кампобассо.
Покровителем коммуны почитается святой Донат из Ареццо, празднование 7 августа.

## История
Поселение на территории Понтеландольфо существует в течение нескольких тысяч лет. Название деревни происходит от имени местного жителя Ландольфо, в честь которого был назван мост Pontis Landulphi. Этот мост вероятнее всего стоял на реке Алетна (L'Alenta). Ландольфо погиб, защищая мост от римлян, пока местные жители покидали деревню. В память об этом событии на гербе коммуны изображён Ландольфо с копьём, стоящий на мосту.